# 광주원군
광주원군(廣州院君, ? ~ 945년 이후)은 고려(高麗)의 왕자(王子)이자 태조(太祖)와 소광주원부인(小廣州院夫人)의 아들이며 고려(高麗)의 왕족(王族)이고 본관은 개성(開城)이다.

## 생애

### 출생과 가계
태조 왕건의 아들로, 어머니는 경기도 광주 출신의 호족 왕규의 딸인 소광주원부인으로 이 둘 사이에서 태어났다. 성은 왕, 본관은 개성이다. 이름은 기록이 남아있지 않아 알 수 없다.

### 왕규의 난
945년(혜종 2년), 외조부인 왕규가 혜종을 죽이고 광주원군을 왕위에 올리려고 혜종의 침소에 자객을 보냈으나, 혜종이 자객들을 직접 때려 죽이는 바람에 실패하고 말았으며, 혜종은 이 일을 불문에 붙였다. 이후에도 왕규는 혜종의 침소에 자객을 또 보냈으나, 혜종은 최지몽의 예언을 듣고 자리를 피해 목숨을 보전할 수 있었다. 또 왕규는 혜종이 죽더라도 왕요(훗날 정종)와 왕소(훗날 광종)가 있어 광주원군이 보위에 오르지 못할 것으로 판단하고 혜종에게 두 사람을 참소하였으나, 혜종이 들어주지 않았다. 결국 이 해 음력 9월 왕규는 왕요와 왕식렴의 군대에 의해 진압당한 후 참수되었다(왕규의 난)..
다만 이 왕규의 난에 대해서는 학자들에 따라 그 해석이 엇갈리기도 하며, 왕요와 왕식렴이 정권을 차지하기 위해 벌인 반란을 왕규에게 뒤집어 씌웠다는 시각도 존재한다. 이는 왕규가 광주원군을 보위에 올린다는 것 자체가 비현실적이라는 시각에 기인한 것으로, 광주원군이 적통도 아닐 뿐더러, 이는 태조의 유훈인 훈요십조와도 어긋난다. 또한 광주원군이 보위에 오를 경우 반발할 수많은 호족들 등 여러 가지 사항을 고려할 때, 왕규가 광주원군을 보위에 올리고자 했다는 것은 왕요 일파가 왕규를 죽이기 위해 억지로 붙인 구실일 가능성이 높다는 것이다.

### 최후
《고려사》〈열전〉에는 광주원군의 최후에 대해 "어떻게 죽었는지 알 수 없다."라고 기록되어 있으며, 생몰년이나 무덤에 관한 기록도 없다. 호는 광주원군(廣州院君)이다.
한편 사학자 김창현은 자신의 저서 《광종의 제국》을 통해, 왕규의 난 당시 왕규를 역적으로 규정한 정종, 광종 형제에 의해 광주원군도 함께 처형되었을 것으로 추정하였다. 이는 왕규 뿐 아니라 광주원군도 반역자로 규정을 해야 정변의 정당성을 획득할 수 있었을 것으로 보았기 때문이다.

## 가족 관계
- 조부 : 추존 세조(世祖, ?~897)
- 조모 : 추존 위숙왕후(威肅王后)
  - 아버지 : 제1대 태조 (太祖, 877~943, 재위:918~943)
- 외조부 : 왕규(王規, ?~945)
  - 어머니 : 태조의 제16비 소광주원부인(小廣州院夫人)
  - 이모 : 태조의 제15비 광주원부인 (廣州院夫人)
  - 이모, 형수 : 혜종의 제2비 후광주원부인 (後廣州院夫人)

## 광주원군이 등장하는 작품

### 드라마
- 《제국의 아침》, KBS, 2002년~2003년,배우: 미상
- 《달의 연인 - 보보경심 려》 (2016, SBS, 배우: 백현) - 해당 작품에서는 "왕은(王銀)"의 이름을 가졌으며, 박수경의 딸 "박순덕"과 혼인한 것으로 등장한다.[9]